# Vol Bellview Airlines 210
Le vol Bellview Airlines 210 était un vol intérieur régulier, assuré par un Boeing 737-200 de la compagnie aérienne nigériane Bellview Airlines, qui reliait Lagos, la capitale économique du Nigeria, à Abuja, la capitale administrative du pays. Il s'est écrasé le 22 octobre 2005, quelques minutes seulement après le décollage de l'aéroport international Murtala-Muhammed de Lagos, ne laissant aucun survivant parmi ses 111 passagers et 6 membres d'équipage. 
L'enquête sur cet accident a été entravée par le manque de preuves matérielles sur le lieu du crash, dû à la vitesse élevée de l'avion au moment de l'impact et au pillage qui a suivi. Les enregistreurs de vol n'ont pas été récupérés et aucune analyse médico-légale n'a pu être effectuée sur les corps des pilotes. L'enquête n'a donc pas pu déterminer la cause exacte de l'accident.
L'accident du vol 210 est le premier d'une série de crashs aériens meurtriers qui ont secoué le Nigeria en 2005 et 2006. En réponse, le président de l'époque, Olusegun Obasanjo, s'est engagé à réformer le secteur de l'aviation civile nigériane.

## Contexte

### Avion

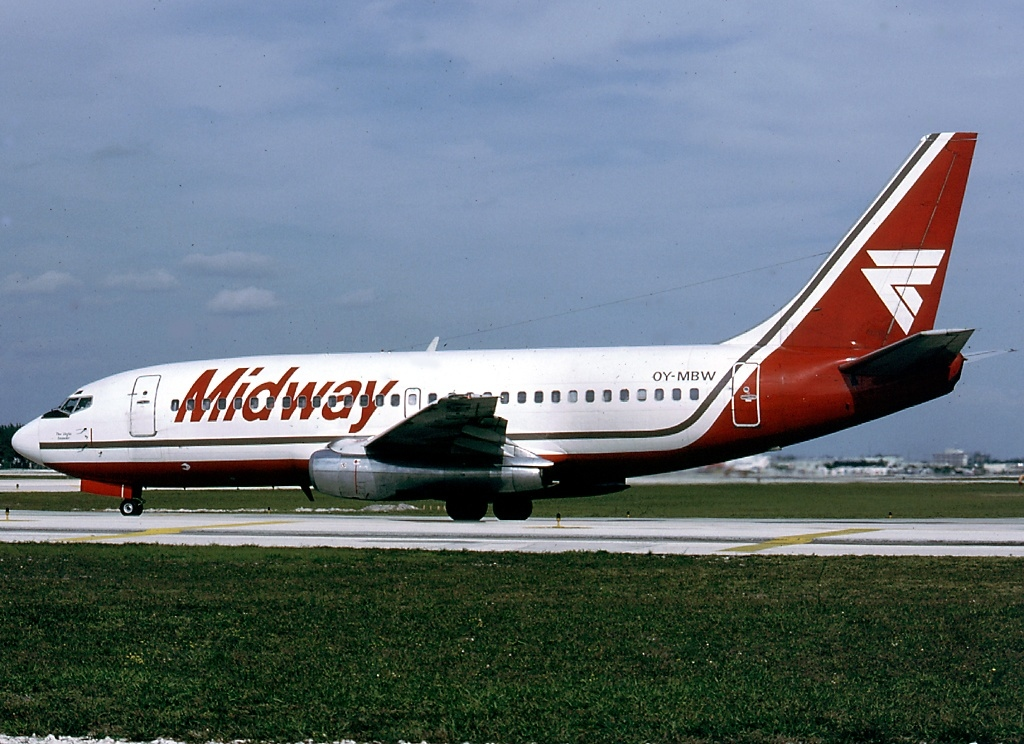
Le 737 impliqué dans l'accident, alors qu'il était encore en service chez, ici en avril 1987.

L'appareil impliqué (baptisé Resilience) était un Boeing 737-2L9, un avion de ligne court/moyen-courrier âgé de 24 ans et équipé de deux moteurs Pratt & Whitney JT8D-17. Il a été fabriqué en 1981, avec comme numéro de série 22734, et a d'abord été livré à Maersk Air avant d'être acquis par Bellview Airlines en 2003, après avoir été loué par plusieurs autres compagnies aériennes. Il était immatriculé 5N-BFN et cumulait plus de 55 000 heures de vol au moment de l'accident.
Des inspections de maintenance ont été effectuées dans les installations de Royal Air Maroc, à Casablanca, entre décembre 2004 et février 2005. La dernière vérification a été effectuée sur l'avion par des ingénieurs de Bellview Airlines, à Lagos, en octobre 2005. L'examen des dossiers de maintenance des moteurs a montré que la dernière révision du moteur n°1 a eu lieu en août 2004, tandis que le moteur n°2 a été révisé en mai 2005. 

### Passagers et équipage
Le vol 210 transportait 111 passagers et 6 membres d'équipage à son bord, dont la plupart étaient probablement des ressortissants nigérians. Il y avait également au moins 10 Ghanéens, 2 Britanniques, 2 Gambiens, ainsi qu'un Allemand, un Malien et un ud-africain. Les autorités américaines ont également confirmé la présence d'un officier militaire américain à bord de l'avion. Il y avait également un citoyen sierra-léonais à bord. Ce vol était populaire parmi les Nigérians et les expatriés étrangers, qui faisaient alors la navette entre Lagos et Abuja.
Parmi les passagers figuraient notamment de hauts fonctionnaires de la Communauté économique des États de l'Afrique de l'Ouest (CEDEAO), le général de l'armée malienne Cheick Oumar Diarra, également secrétaire exécutif adjoint de l'organisation, ainsi que le responsable des finances, le Ghanéen Emmanuel Quaye.
L'équipage de ce vol était composé du commandant de bord Imasuen Lambert (49 ans), du copilote Eshun Ernest (42 ans) et de l'ingénieur de vol Steve Sani (57 ans) ; il y avait également trois membres du personnel navigant commercial (PNC) dans la cabine. 
Le commandant Lambert a rejoint Bellview Airlines en octobre 2004. Il cumulait un total de 13 429 heures de vol, dont 1 053 heures sur Boeing 737. Il avait travaillé pour Imani Aviation, Okada Air, Gas Air et Kabo Air. Il a été en arrêt maladie pendant 12 ans, entre 1992 et 2004, à la suite de blessures subies après avoir été victime d'une tentative de vol.
Le copilote Ernest était un ressortissant ghanéen, dont l'épouse Sarah était également présente à bord. Il était moins expérimenté que le commandant de bord, totalisant seulement 762 heures de vol à son actif, dont 451 heures sur Boeing 737.

## Accident
Le vol 210 était la dernière étape d'un voyage aller-retour, effectué sur une journée, d'Abuja à Abidjan, en Côte d'Ivoire, avec des escales intermédiaires à Lagos et Accra, au Ghana. Le vol s'est déroulé sans incident pendant la première jusqu'à la quatrième étape. Lors de la cinquième étape, alors qu'ils étaient à Accra, les pilotes ont eu une discussion sur la lecture de basse pression au niveau du système d'accumulateur de pression de freinage, qui permet d'avoir une pression suffisante au niveau du circuit hydraulique contrôlant les freins de l'avion. La lecture, indiquant environ 650 psi, était nettement inférieure à sa valeur normale de 1 000 psi. Le vol a cependant été poursuivi et la lecture a été enregistrée dans le carnet d'entretien de l'avion par les pilotes.
Le problème du système d'accumulateur de pression de freinage a ensuite été discuté par l'ingénieur et les équipes de maintenance. Ils ont essayé de dépanner le système de freinage en vérifiant la lecture de pression sur un autre 737 de la compagnie aérienne. Il a été découvert plus tard que la lecture erronée provenait d'un accumulateur de pression de freinage défectueux. Cela n'a pas été résolu, car les ingénieurs de maintenance ont décidé que l'avion était toujours dans les limites acceptables de son fonctionnement, et donc le 737 a été autorisé à effectuer le vol entre Lagos et Abuja.
L'équipage a demandé l'autorisation de démarrer les moteurs à 19h17. Ils ont ensuite roulé jusqu'à la piste 18L et le contrôleur aérien a délivré l'autorisation de route pour le vol 210, avec une altitude de 25 000 pieds (7 600 m) et un virage à droite sur la trajectoire de montée. Les pilotes ont demandé un virage à gauche et leur demande a été accordée par le contrôleur. Le vent soufflait à 7 nœuds (13 km/h) avec une direction à 270°. Le contrôleur a ensuite autorisé le vol 210 à décoller. Les pilotes ont cependant demandé un autre changement au départ, le changeant à nouveau pour un virage à droite lors de la montée ; le contrôleur a alors accordé la demande des équipages.
Le vol 210 a décollé de Lagos à 19h30. Le contrôleur a alors demandé à l'équipage de contacter le contrôle d'approche de Lagos. Selon le contrôleur, le vol semblait se dérouler normalement. Les pilotes ont établi un premier contact avec le contrôle d'approche et à 19h32, il a répondu à l'instruction du contrôleur. Il s'agit de la dernière transmission connue du vol 210. Le contrôleur a essayé de reprendre contact avec le vol 210, mais sans succès. L'avion a donc été déclaré disparu.
L'Agence nationale nigériane de gestion des urgences (en) (NEMA) a alors été avisée d'une opération de recherche et de sauvetage. Des hélicoptères ont été déployés sur le site où le dernier contact avec le vol 210 avait été établi. Le personnel de recherche et de sauvetage n'a pas pu capter les signaux de la balise ELT de l'avion. 
Des rapports contradictoires ont alors commencé à émerger, l'épave de l'avion ayant été retrouvée par un hélicoptère de la police dans l'État d'Oyo. Le porte-parole de l'État d'Oyo, Abilola Oyoko, a d'abord affirmé que plus de la moitié des personnes à bord avaient survécu à l'accident. Cette déclaration a ensuite été retirée le lendemain matin, car les équipes de recherche et de sauvetage avaient localisé l'épave du 737 dans une zone relativement ouverte et boisée près du village de Lisa (en), dans l'État d'Ogun, à environ 30 km au nord de Lagos. 

Site de l'accident
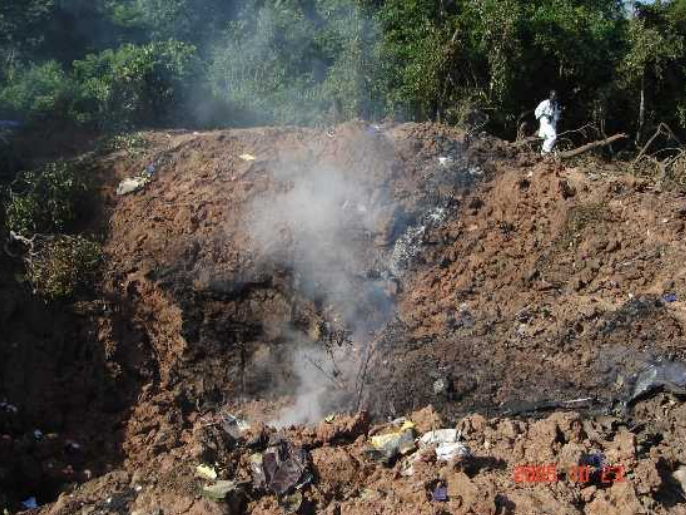
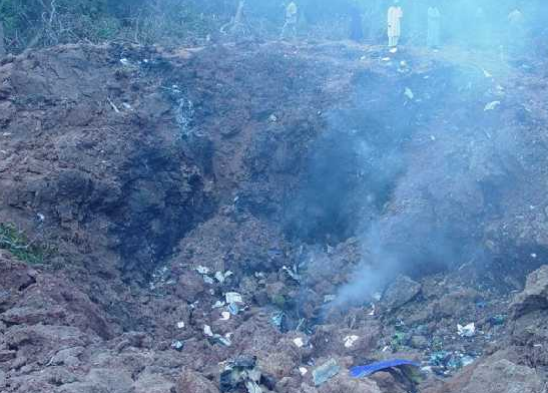

L'impact a laissé un cratère de 9 m de profondeur et l'avion a été littéralement pulvérisé par la violence du choc. Aucune partie importante de l'avion n'a été retrouvée intacte après le crash. Les 117 passagers et membres d'équipage à bord ont tous été tués sur le coup.

## Enquête
L'accident a fait l'objet d'une enquête menée par le Bureau nigérian d'enquête sur les accidents (en) (AIB), avec la participation du Conseil national de la sécurité des transports américains (NTSB). Plusieurs facteurs ont été étudiés comme causes possibles de l'accident, notamment l'erreur humaine, les conditions météorologiques et un sabotage éventuel de l'avion. 
La fumée a continué à sortir du cratère pendant plusieurs jours et les enquêteurs ont déclaré que l'accident n'offrait aucune chance de survie à ceux présents à bord. L'avion s'est écrasé à un angle presque vertical à grande vitesse, estimée à environ 400 nœuds (740 km/h), provoquant des dégâts très importants à la plupart des composants de l'avion, les rendant presque tous non identifiables. Les enquêteurs ont également trouvé de nombreux restes humains, dont la taille n'était pas plus grande que celle des orteils et des doigts. Environ 60 % de l'épave a été récupérée sur le site de l'accident. 
L'enquête a également été grandement entravée par le manque de preuves provenant des enregistreur de vol, car les enquêteurs n'ont pu trouver ni l'enregistreur phonique (CVR), ni l'enregistreur de paramètres (FDR), et le radar de l'aéroport était éteint au moment de l'accident pour maintenance, de sorte que l'itinéraire exact emprunté par l'avion depuis le décollage jusqu'à l'impact n'a pas pu être déterminé avec certitude. Des actes de pillage ont également été signalés sur le site de l'accident, compliquant davantage le travail d'enquête.
L'enquête de l'AIB n'a pas permis d'identifier la cause exacte de l'accident, mais a révélé plusieurs facteurs ayant pu contribuer au crash :
- La formation du commandant de bord, Imasuen Lambert, a été juger inadéquate, et les heures de vol cumulées par le commandant dans les jours précédant l'accident indiquent une charge de travail excessive pouvant entraîner un risque de fatigue. L'enquête n'a pas permis de déterminer son état de santé au moment de l'accident.

- L'avion présentait un certain nombre de défaillances techniques, et n'aurait pas dû voler le jour de l'accident. La compagnie aérienne n'a pas réussi à maintenir un régime d'exploitation et de maintenance conforme à la réglementation aérienne, et la surveillance, par l'Autorité de l'aviation civile nigériane, de la sécurité des procédures et des opérations de la compagnie était inadéquate.

En l'absence de possibilité de reconstituer le vol, l'enquête n'a pas pu tirer de conclusions sur les performances de l'avion ou de l'équipage, ni sur l'effet des conditions météorologiques sur le déroulement du vol. L'AIB n'a pas pu tirer de conclusions définitive sur la cause de l'accident, mais a formulé quatre recommandations de sécurité dans son rapport :
- L’Autorité de l’aviation civile nigériane devrait améliorer la surveillance de la maintenance et des opérations des compagnies aériennes en service dans le pays.
- L’Agence nigériane de gestion de l’espace aérien devrait augmenter la couverture radar pour améliorer les services de trafic aérien et aider aux opérations de recherche et de sauvetage.
- Bellview Airlines devrait améliorer ses procédures de maintenance et ses autorisations pour pouvoir identifier les avions devant être immobilisés en raison de problème technique.
- La compagnie aérienne devrait également revoir ses procédures de sécurité et de contrôle de la qualité des avions et de ses pilotes.

## Conséquences
Le président nigérian Olusegun Obasanjo a personnellement participé aux opérations de recherche et de sauvetage. Il a ensuite exhorté les Nigérians à prier pour les victimes et leurs familles, puis demandé au ministère de l'aviation nigérian de « combler les lacunes » en matière de sécurité dans le secteur aérien, et ordonné des procédures de maintenance et de sécurité plus strictes dans le pays. 
En réponse au crash, le gouvernement de l'État d'Ogun et le gouvernement fédéral nigérian ont décidé de construire un jardin commémoratif dans le village prés duquel s'est écrasé le vol 210. Cependant, le mémorial a été négligé, puis abandonné après que le président Obasanjo a quitté ses fonctions en 2007. Plusieurs tentatives ont été faites pour revitaliser le mémorial, mais elles n'ont jamais abouti.